# Narchat
Narchat, född 1216, död 1242, var regerande drottning av den mordvinska stammen Mukhsha Ulus 1237-1242. Hon bedrev krig mot mongolerna och föll i slaget vid Sernya 1242.